# 6790 Pingouin
6790 Pingouin è un asteroide della fascia principale. Scoperto nel 1991, presenta un'orbita caratterizzata da un semiasse maggiore pari a 2,3415466 UA e da un'eccentricità di 0,2061942, inclinata di 11,10960° rispetto all'eclittica.